# Xandee

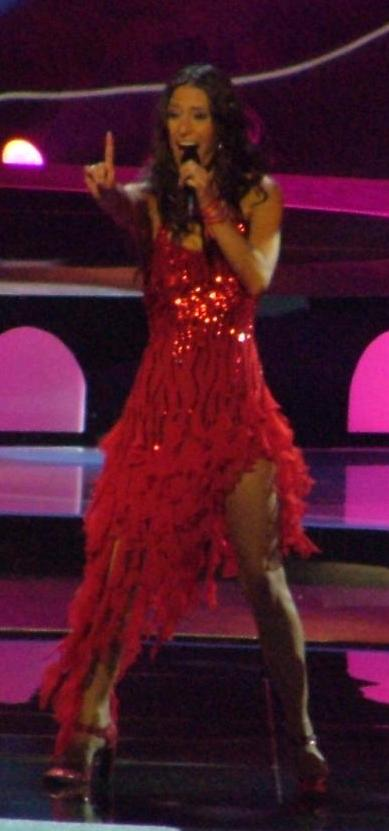
Xandee

Xandee (n. Sandy Boets 18 decembrie 1978) este o cântăreață din Belgia. Ea a reprezentat țara la Eurovision 2004.